# Laura Wandel

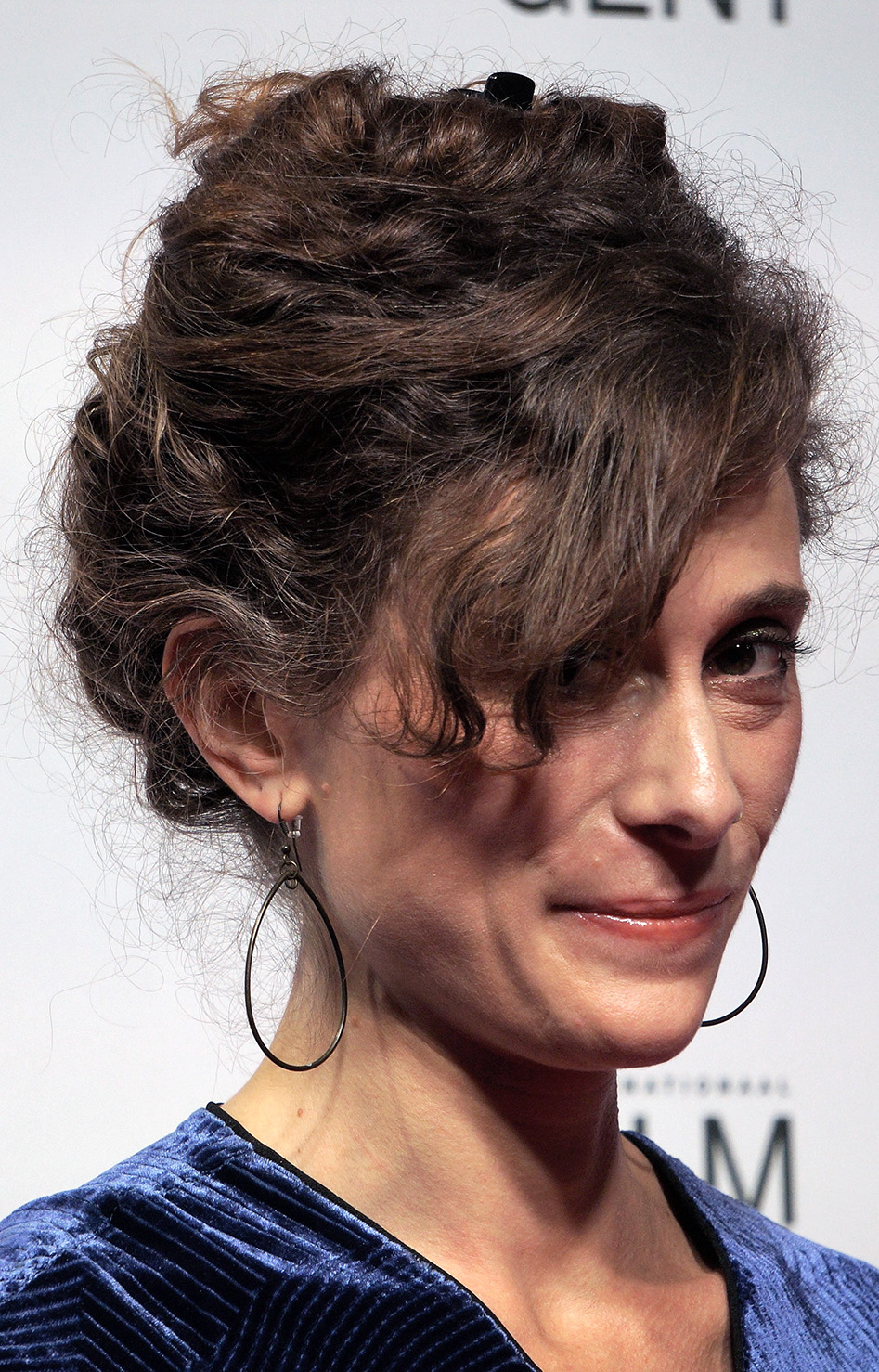
Laura Wandel bei der Vorstellung ihres Films Un monde beim Film Fest Gent

Laura Wandel (* 1984 oder 1985 in Brüssel) ist eine belgische Filmregisseurin und Drehbuchautorin.

## Leben
Laura Wandel wurde 1984 oder 1985 in Brüssel geboren. Sie studierte Film am Institut des Arts de Diffusion. Dort realisierte sie ihren ersten Kurzfilm Murs, der bei mehreren Filmfestivals weltweit gezeigt wurde, gefolgt von O négatif und Les corps étrangers, der 2014 in Cannes im Kurzfilmwettbewerb vorgestellt wurde.
Ihr Spielfilmdebüt Un monde, das im Juli 2021 bei den Internationalen Filmfestspielen von Cannes seine Premiere feierte, wurde dort für den Prix Un Certain Regard nominiert und in dieser Sektion mit dem FIPRESCI-Preis ausgezeichnet. Un monde wurde von Belgien als Beitrag für die Oscarverleihung 2022 in der Kategorie Bester Internationaler Film eingereicht.

## Filmografie
- 2007: Murs (Kurzfilm)
- 2010: O négatif (Kurzfilm)
- 2013: BXLx24 (Dokuserie, 2 Folgen)
- 2014: Les corps étrangers (Kurzfilm)
- 2021: Un monde
- 2025: L’intérêt d’Adam

## Auszeichnungen
Europäischer Filmpreis
- 2021: Nominierung als Europäische Entdeckung – FIPRESCI-Preis (Un monde)[6]

Filmfest Hamburg
- 2021: Nominierung für den Art Cinema Award (Un monde)
- 2021: Nominierung für den Young Talent Award (Un monde)[2]

Internationale Filmfestspiele von Cannes
- 2014: Nominierung für die Palme d’Or als Bester Kurzfilm (Les corps étrangers)
- 2021: Nominierung für den Prix Un Certain Regard (Un monde)
- 2021: Auszeichnung mit dem FIPRESCI-Preis in der Sektion Un Certain Regard (Un monde)

London Film Festival
- 2021: Auszeichnung mit dem Sutherland Award im First Feature Competition (Un monde)[7]

San Sebastián International Film Festival
- 2021: Nominierung in der Sektion Zabaltegi-Tabakalera (Un monde)[8]

Tallinn Black Nights Film Festival
- 2021: Auszeichnung als Bester Jugendfilm mit dem Just Film Grand Prix (Un monde)[9]